# Kvadrantidy
Kvadrantidy nebo Bootidy jsou meteorický roj, jehož radiant se nachází v souhvězdí Pastýře. Název roje pochází z názvu zaniklého souhvězdí Zední kvadrant.
Maximum meteorického roje Kvadrantidy nastává 3. ledna. Roj je aktivní od 1. ledna do 6. ledna. Frekvence meteorů v maximu aktivity kolísá mezi 60 a 200 meteory za hodinu, což je způsobeno nerovnoměrnou hustotou v proudu meteoroidů. Působením Jupiteru se tento proud postupně posouvá pryč od dráhy Země, takže za 1 000 let už vůbec nebude existovat. Nejbližším hvězdou k jeho radiantu je hvězda Nekkar.
Za mateřské těleso tohoto roje se někdy považuje 2003 EH1, což může být stejný objekt jako kometa C / 1490 Y1, kterou pozorovali Číňané, Japonci a Korejci. Za mateřské těleso bývá ale někdy považována i kometa 96P Machholz, která se měla ke Slunci vrátit na konci roku 2017.